# Gretna Green (film 1915)
Gretna Green è un film muto del 1915 diretto da Thomas N. Heffron. La storia è tratta dal lavoro teatrale Gretna Green di Grace Livingston Furniss, una commedia ambientata nell'Inghilterra del 1801, presentata a Broadway in prima il 5 gennaio 1903.

## Trama
Primi anni del diciottesimo secolo: la giovane Dolly Erskine dovrebbe trovarsi un marito nobile per poter entrare in possesso della sua eredità. Ma, avendo sotto gli occhi l'infelice risultato del matrimonio senza amore di sua sorella, rifiuta il fidanzato che vorrebbero per lei. Si innamora. invece, di Richard Murray senza sapere che il giovane è, in realtà, un conte. Che scappa come lei da un matrimonio combinato.
La sorella di Dolly, per sfuggire alla brutalità del marito, sir Chetwynde, si rifugia nel nord della Scozia, a Gretna Green, insieme al capitano Cardiff. La cittadina scozzese gode di una legislazione particolare, che offre particolari condizioni favorevoli alle coppie che vogliono sposarsi.
Dolly - che si è recata nella cittadina insieme a Richard per cercare di fermare la sorella - si trova davanti al cognato sulle tracce della moglie. Per depistarlo, finge di essersi recata a Gretna Green per sposarsi con Richard: non sa, però, che il solo enunciare la volontà di sposarsi, rende valido il matrimonio.
Così, sposata suo malgrado, Dolly si prepara a divorziare e a lasciare libero il marito. Ma Richard le rivela di essere il conte di Basset. I due giovani capiscono di amarsi e decidono di vivere insieme.

## Produzione
Il film fu prodotto dalla Famous Players Film Company.

## Distribuzione
Distribuito dalla Paramount Pictures, il film uscì nelle sale USA il 15 marzo 1915.

### Date di uscita
IMDb
- USA	15 marzo 1915
- USA	20 aprile 1919	 (riedizione)